# ジョン・ケリー・シニア (フォーク・ミュージシャン)
ジョン・ケリー（John Kelly、1912年 – 1989年）は、アイルランドのフィドル・コンサーティーナ奏者。同名の息子との区別のため、ジョン・ケリー・シニアと呼ばれることがある。

## 略歴
ジョンは1912年、クレア県西南端ループ・ヘッド半島のRehy West（Kilbaha近く）にて、父マイケル (Michael) と母エリザベス (Elizabeth) の間に生まれた。ジョンは幼少期、エリザベスや近くのKilclogherに住む伯父トム・キーン (Tom Keane) の演奏するコンサーティーナを聴いて育った。
1945年、ジョンはウィックロー県出身のフランシス・ヒリヤード (Frances Hilliard) と結婚してダブリンに移り住み、カペル・ストリート (Capel Street) に小さな楽器店 The Horse Shoe Shop を開いた。以降の数十年間、ダブリンでの伝統音楽の発展に大きく関わる。
1989年3月、77歳で亡くなる。

## ダブリンでの音楽活動
1935年の公共ダンスホール法Public Dance Halls Act 1935以来ダンス音楽が低調となっていた中、ダブリンでジョンが開いた店は伝統音楽のミュージシャンにとって貴重な存在であり、市外から来たミュージシャンが立ち寄り出会う場として知られるようになった。
1936年に復活し、1946年にトーマス・ストリート (Thomas Street) へ移転したパイパーズ・クラブ (Pipers’ Club)は、当時のダブリンの伝統音楽の場の一つとなっていたが、ジョンはそこでの音楽への参加を通じてレオ・ロウサム、トミー・レック (Tommy Reck) 、トミー・ポッツといったダブリンのミュージシャンと知り合っていった。
1959年にショーン・オリアダ (Seán Ó Riada) のバンド、キョールトリ・クーランの創設に参加した。
1960年代にはキャッスル・ケーリー・バンド (The Castle Ceilí Band) に参加しており、1965年フラー・キョールのケーリーバンド・シニア部門優勝時のメンバの一員である。
1960年代中頃から1980年代まで、ジョンは同じクレア県出身の友人であるフィドル奏者ジョー・ライアン (Joe Ryan) と共にダブリン市内メリオン・ロー (Merrion Row) のパブ、オドノヒューズ (O' Donoghues) にて、毎週金曜土曜の夜にセッションを行った。このセッションには、ウィリー・クランシー、ボビー・ケイシー (Bobby Casey) 、デニス・マーフィー、フェリックス・ドラン (Felix Doran) を始めとして、大変多くのミュージシャンが参加していた。
1971年、ショーン・オリアダの死を受けてエイモン・デ・バトラーがキョールトリ・クーランの後継として結成したバンド、Ceoltóirí Laigheanにも参加している。
1973年に初めて開かれたウィリー・クランシー・サマー・スクールでは、フィドル・クラスの教師を担当している。
1975年に、トピック・レコードからソロ・アルバムをリリース、現在まで多くのミュージシャンに影響を与えている。

## 家族
母エリザベスはコンサーティーナを演奏し、いくつかのtuneにもその名を残す。
エリザベスの母メアリー・ブレナン（Mary Brennan、1855年 - 1928年）の出身地であるシャノン湾の小島カハー島（Scattery island、1969年以降は無人島）は、ケリー家の音楽にとっても重要な存在である。往時のカハー島は、海上であるがゆえクレア県ながらも交流のあるケリー県やノルウェーといった他の土地との影響を受けており、また伝統音楽も盛んだった。なお、メアリーもホーンパイプ「Mary Brennan’s Favourite」に名を残している。
ジョンの子供たちは全員ミュージシャンである。1976年、息子のうちジョン・ジュニア (John Jnr.) とジェームズ（James、1957年生）の兄弟はフィドル・デュオのアルバム「John and James Kelly: Irish Traditional Fiddle Music」をタラ・ミュージックからリリースしている。また、翌1977年には、RTÉの番組『FONN』での親子3人のトリプル・フィドルの演奏が残されている。
ジェームズは1984年にマイアミへ移住したが、以降もアイルランドを頻繁に訪れている。1988年にはRTÉの音楽番組『Pure Drop』の司会を務めている。2006年にはアイルランド語のTV局TG4の 'グラダム・キョール (Gradam Ceoil) TG4' にてミュージシャン・オヴ・ジ・イヤー (Musician of the Year) を受賞した。

## ディスコグラフィー
- John Kelly – Fiddle and Concertina Player (1975年、トピック・レコード) [14]